# Hugo Häggström

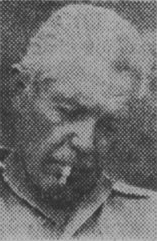
Hugo Häggström

Hugo Robert Häggström, född 10 april 1902 i Borås, död där 14 februari 1979, var en svensk arkitekt.
Häggström avlade studentexamen 1921 och utexaminerades från Kungliga Tekniska högskolan 1925. Han anställdes hos arkitekt Björn Hedvall 1926, hos Byggnads AB Ekdahl & Lindner 1932, på HSB:s arkitektkontor i Stockholm 1933 och bedrev egen arkitektverksamhet i Borås från 1934. Han var stadsarkitekt i Ulricehamns stad 1944–1945. Han ritade bland annat en tillbyggnad till högre allmänna läroverket i Borås (1949), Trandaredsskolan där (1954), och skolor och på andra platser samt varuhuset Tempo, pensionärshemmet Solhem i Borås och Algots fabriker vid Fabriksgatan (1944)